# Reine Claude Verte

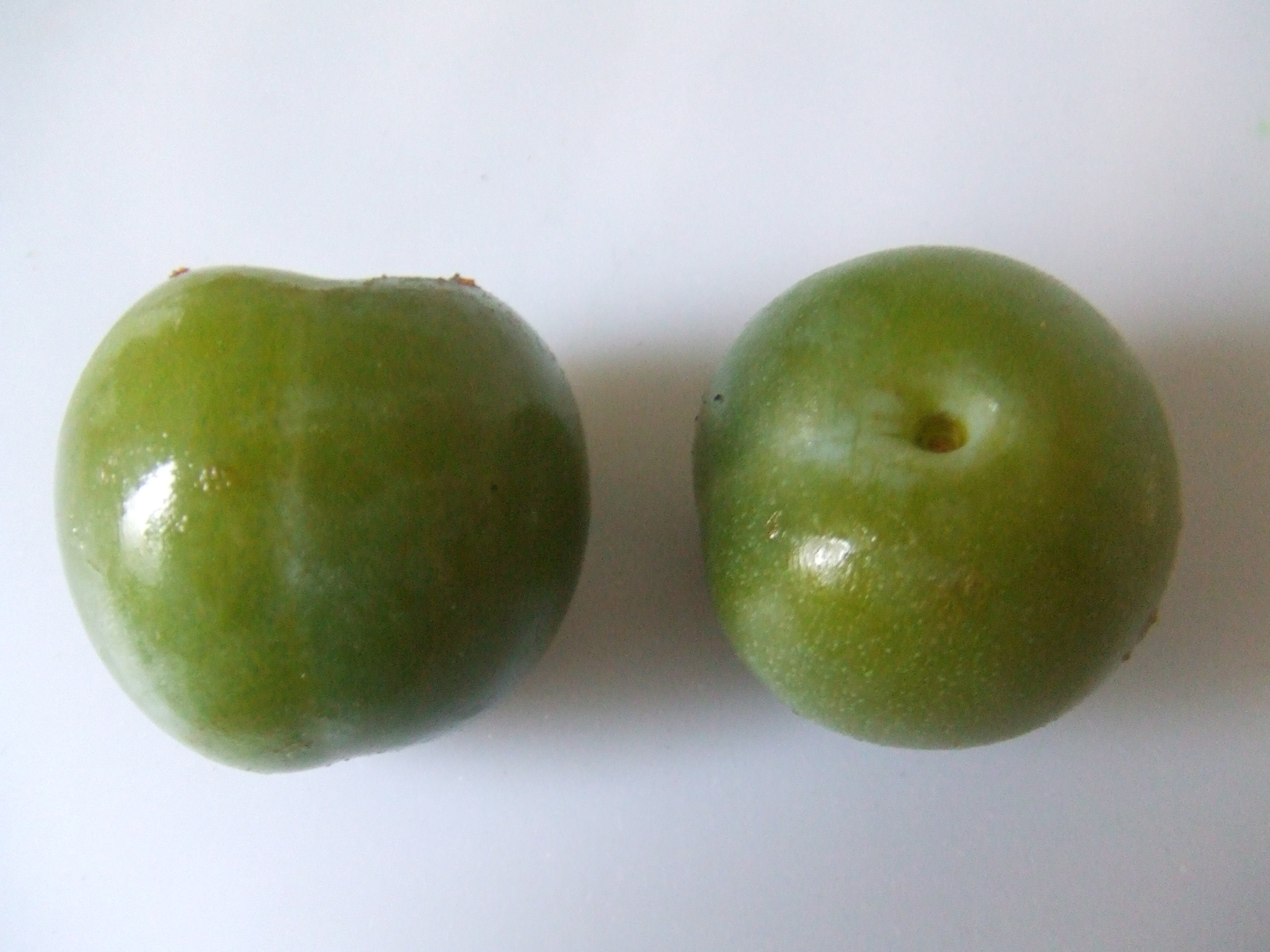
Reine Claude Verte

'Reine Claude Verte' is waarschijnlijk het oudste pruimenras uit de 'Reine Claude'-groep. Het ras stamt van voor de zestiende eeuw en werd vernoemd naar Claude van Frankrijk, de echtgenote van koning Frans I van Frankrijk.
Het is een relatief kleine pruim. De vruchten zijn rond, hardgroen tot geel van kleur, sappig en vlezig. Het vruchtvlees smaakt zoet en aromatisch. De pit laat gemakkelijk van het vruchtvlees los.
De bomen dragen pas op latere leeftijd en zijn daarna gewoonlijk slechts matig en onregelmatig productief. De bloemen zijn niet zelfbestuivend en moeten worden bestoven met het stuifmeel van andere pruimenrassen. 'Reine Claude Verte' wordt vooral geteeld in België, Frankrijk, Engeland en Spanje. De aanvoer vindt plaats in augustus en september. Hij moet niet verward worden met de 'Reine Claude d'Oullins', een grotere groen tot goudgele pruim.